# Пирамович, Зофья
Зофья Пирамович (пол. Zofia Piramowicz; 13 сентября 1880, Радом , Российская империя — 16 февраля 1958, Клиши близ Парижа) — польско-французская художница.

## Биография
Обучалась в варшавской школе изящных искусств под руководством Кароля Тихы и Милоша Котарбинского. В 1910 поступила в дрезденскую школу декоративного искусства. В 1913 переселилась во Франции. Жила в Париже.
Выставляла свои работы в Салоне Независимых, Тюильри, музее Crillon, национальной галерее в Варшаве и др.
Занималась иллюстрированием печатных изданий. Автор целого ряда натюрмортов с цветами. Творческое наследие художницы составило около 420 полотен, акварелей и иллюстраций.